# Asymetria napięcia
Asymetria napięcia (ang. voltage unbalance) – stan, w którym wartości napięć fazowych nie są sobie równe lub gdy kąty między kolejnymi fazami nie są sobie równe. 
W odniesieniu do układów trójfazowych asymetrię napięcia definiuje się jako stan, w którym wartości skuteczne trzech napięć fazowych nie są jednakowe lub kąty przesunięć między nimi różnią się od 120°. Analogiczną definicję stosuje się do prądów.

## Przyczyna asymetrii
Asymetria napięć jest najczęściej wtórnym efektem asymetrii obciążeń poszczególnych faz. Przyczyny znajdują się głównie po stronie odbiorników energii elektrycznej, ale też elementy systemu elektroenergetycznego mogą powodować te zaburzenia. Podstawowymi przyczynami powstawania asymetrii napięcia w sieciach elektroenergetycznych są między innymi:
- odbiorniki jednofazowe
- niesymetryczne odbiorniki trójfazowe (np. piece łukowe)
- elementy układu przesyłowego (linie napowietrzne)